# Jean Léonard Marie Poiseuille

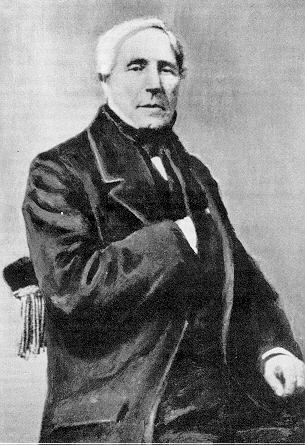
Jean Léonard Marie Poiseuille

Jean Léonard Marie Poiseuille (* 23. April 1797 in Paris; † 26. Dezember 1869 in Paris) war ein französischer Physiologe und Physiker.

## Familie
Er war Sohn des Schreiners Jean Baptiste Poiseuille und dessen Frau Anne Victoire (Caumont). 1829 heiratete er die Tochter von Panay de la Lorette, einem Brücken- und Straßenbaumeister.

## Ausbildung und Beruf
In den Jahren 1815 und 1816 studierte er an der École polytechnique in Paris und promovierte 1828 mit einer Arbeit über die Physiologie des Blutkreislaufs (Recherches sur la force du cœur aortique). Welche berufliche Position er bis zum Jahre 1860 besaß, ist unbekannt, in diesem Jahr ernannte man ihn zum Inspektor der Pariser Grundschulen.

## Leistung
Poiseuille beschrieb erstmals ein Quecksilbermanometer (Poiseuille-Haemodynamometer) zur Blutdruckabschätzung und zeigte, dass der Blutdruck bei Exspiration ansteigt und bei Inspiration sinkt (1828). Er beschäftigte sich hauptsächlich mit der Physiologie des Blutkreislaufs: der Bewegung von venösem Blut (1832) und Kapillarblut im Kreislaufsystem (1839) sowie dem Kälteeinfluss auf den Kapillarkreislauf (1839).
Weitere ausführliche Arbeiten Poiseuilles untersuchten das Strömungsverhalten von Flüssigkeiten in Röhren (1840–1847). Sie führten zu grundlegenden Erkenntnissen über Geschwindigkeitsprofile und Viskosität von Flüssigkeiten in Röhren (Hagen-Poiseuille-Gesetz 1840, 1846 veröffentlicht).
Poiseuille versuchte die durch physikalische Experimente gewonnenen Erkenntnisse auf die Physiologie zu übertragen. Er untersuchte die Wirkung von Arzneistoffen (1844), die Ventilation in Schiffen (1845), die Atmung (1855), den Glukosenachweis im Tierorganismus (1858, 1859), den Harnstoff (1859) und die Physiologie des Blutkreislaufs. Er postulierte unter anderem a priori die longitudinale (nicht radiale) Ausdehnung der Kapillaren während der Inspiration und beobachtete dabei auch den langsameren Blutfluss.
Ihm zu Ehren sind eine veraltete französische Maßeinheit der dynamischen Viskosität mit Poiseuille und später auch noch die CGS-Einheit mit Poise, benannt worden.
Poiseuille war Mitherausgeber des Dictionnaire de médecine usuelle.
Die International Society of Biorheology vergibt alle drei Jahre den Jean-Leonard-Marie Poiseuille Award.

## Gesetz von Hagen-Poiseuille
Poiseuilles Interesse an der Physiologie des Blutkreislaufs führte ihn auch zu grundlegenden Experimenten, die das Strömungsverhalten von Flüssigkeiten in engen Röhren bei kleinen Geschwindigkeiten betraf. In den Jahren 1840 und 1841 veröffentlichte er erste Versuchsergebnisse über die Fließeigenschaften destillierten Wassers in Glaskapillarröhren mit Durchmessern von 0,65–0,015 mm. Im Prinzip handelte es sich um die Definition von Viskosität und Zähigkeit (bewegliche Flüssigkeiten zwischen festen Gefäßwänden). Es ging um die Berechnung der Geschwindigkeitsverteilung schlichter Strömungen durch Rohre (koaxiale Zylinderprofile).
Erste diesbezügliche Experimente waren zu Beginn des Jahrhunderts bereits von Franz Joseph von Gerstner und Pierre-Simon Girard durchgeführt worden, allerdings mit Röhren größeren Durchmessers (durch Turbulenzen verfälschte Messergebnisse). Genau gleiche Ergebnisse wie Poiseuille erzielte aber 1839 bereits der Berliner Baurat Gotthilf Heinrich Ludwig Hagen (1797–1884) mit Röhrenhalbmessern von 0,295–0,1276 cm (bei 1˚–15˚ C). Hagen gelangen korrekte Viskositätsberechnungen des Wassers, obwohl er von (falschen) kegelförmigen Geschwindigkeitsprofilen ausging. Er erkannte richtig, dass der Widerstand (Viskosität) sich aus einem linearen Reibungsglied und einem quadratischen Glied der „lebendigen Kraft“ (Druck) zusammensetzen muss.
1860 nannte Eduard Hagenbach (1833–1910) dieses Gesetz Poiseuille-Gesetz – Poiseuille selbst und das Komitee (François Arago [1786–1853], Jacques Babinet [1794–1872], Guillaume Piobert [1793–1871], Henri Victor Regnault [1810–1878]), das die Versuchsergebnisse beurteilte, erwähnten Hagens Arbeit nicht. Ab 1925 (durch Wilhelm Ostwald) wurde die Strömungsgröße dann zutreffend Gesetz von Hagen-Poiseuille genannt.

## Auszeichnungen, Preise und Mitgliedschaften
- Für seine Dissertation erhielt Poiseuille die Goldmedaille der Akademie der Wissenschaften.
- 1837 wurde er zum Mitglied der Leopoldina gewählt.
- 1842 wurde Poiseuille als Mitglied in die Académie de Médecine und die Société Philomatique in Paris aufgenommen.
- Er besaß Mitgliedschaften in medizinischen Gesellschaften von Stockholm, Berlin und Breslau.
- Für seine physiologischen Forschungsarbeiten wurde er mehrfach mit der Montyon Medaille ausgezeichnet (1829, 1831, 1835, 1843).

## Werke
- Recherches sur la force du cœur aortique. Thèse (No. 166), Paris 1828
- Recherches sur la force du cœur aortique. Archives générales de médecine 8 (1828) 550
- Recherches expérimentales sur le mouvement des liquides dans les tubes de très-petit diamètres. Comptes rendus hebdomadaires des séances de l’Académie des sciences 11 (1840) 961, 1041, 12 (1841) 112